# Dorothy West (actrice)
Pour les articles homonymes, voir Dorothy West et West.
Dorothy West (née à  Griffin, en Géorgie, le 29 août 1891, et morte à Davenport, en Floride, le 11 décembre 1980) est une actrice américaine.

## Biographie
Dorothy West a joué dans 123 films entre 1908 et 1916.

## Filmographie partielle
- 1908 : La Brute (The Girl and the Outlaw) , de D. W. Griffith
- 1909 : One Touch of Nature, de D. W. Griffith
- 1909 : Love Finds a Way, de D. W. Griffith
- 1909 : La Pièce d'or (The Golden Louis), de D. W. Griffith
- 1909 : His Wife's Mother, de D. W. Griffith
- 1909 : L'Âme du violon (The Voice of the Violin), de D. W. Griffith
- 1909 : The Deception, de D. W. Griffith
- 1916 : The Habit of Happiness d'Allan Dwan